# Moraea ardesiaca
Moraea ardesiaca är en irisväxtart som beskrevs av Peter Goldblatt. Moraea ardesiaca ingår i släktet Moraea och familjen irisväxter.
Artens utbredningsområde är KwaZulu-Natal. Inga underarter finns listade i Catalogue of Life.